# Pemfigo vegetante
Il pemfigo vegetante è una rara variante di pemfigo volgare nella quale esiste una risposta vegetante papilomatosa. Le zone erosionate non si rigenerano com'è abituale, ma formano una crescita papilomatoso.
Rappresenta il 1-2% dei casi di pemfigo ed è una variante relativamente benigna del pemfigo volgare. Si conoscono due forme:
- Il pemfigo vegetariano d'Hallopeau è una variante di pemfigo volgare.[2] Riceve il nome di François Henri Hallopeau. Questo tipo è meno aggressivo e presenta pustole e non bolle. Queste pustole cicatrizzano per vegetazioni verrucose ipercheratotiche.
- Il pemfigo vegetariano di Neumann è una variante del pemfigo volgare leggermente più lunga del pemfigo vegetariano d'Hallopeau.[3] Questo tipo è più comune e caratterizza per lesioni precoci simili a quelle del pemfigo volgare con grandi bolle e aree erosive. La guarigione produce mediante la formazione di tessuto di granulazione. Porta il nome del dermatologo austriaco Isidor Neumann.